# 约瑟夫·斯万
约瑟夫·斯万（英語：Joseph Wilson Swan，1828年10月31日—1914年5月27日），英国物理学家，化学家，发明家。斯万最为著名的事迹是在1878年获得第一个白炽灯专利。他的居所是世界第一个用电灯照明的私人住所。
1860年，约瑟夫·斯万发明了白炽灯的原型——半真空碳丝电灯，由于当时真空技术的限制，导致电灯寿命不够长。1875年，斯万改进了他的发明。1878年，斯万早于爱迪生一年获得白炽灯专利权。由于专利方面的争议，1883年，约瑟夫·斯万与托马斯·爱迪生一起成立了Ediswan电灯公司。1894年，约瑟夫·斯万成为英国皇家学会会员。